# Frederick Philipse

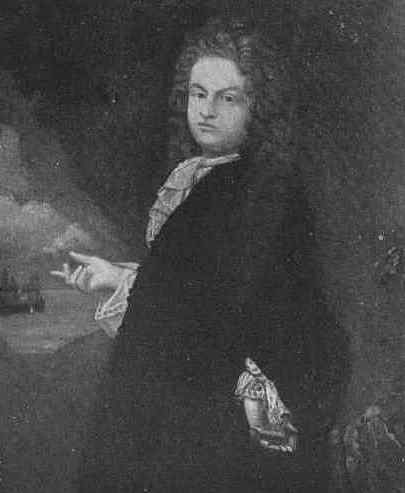
Frederick Philipse

Frederick Philipse (Bolsward, 1626 - Sleepy Hollow, 23 december 1702) heer van Philipse Manor, was een uit Nederland afkomstige immigrant met Boheemse verwantschap die in Noord-Amerika een van de grootste landbezitters werd in Nieuw-Nederland. Hij beheerde het uitgestrekte land vanaf Spuyten Duyvil Creek in The Bronx tot aan de Croton rivier, de uitloper in de staat Westchester County.
Toen de Britten de Nederlandse kolonie overnamen, koos Philipse de kant van de Engelse kroon en werd daarvoor beloond met een titel en heerschap. Hij diende daarbij in de raad van de plaatselijke gouverneur. Hij werd op een bepaald moment verbannen uit de gouverneursraad voor het organiseren van een slavenhandel in New York. Hij is het meest bekend om zijn nalatenschap van bouwwerken als de Oude Nederlandse Kerk van Sleepy Hollow en Philipsburg Manor.

## Biografie
Frederick Philipse was een ondernemer die vanuit de Nederlandse provincie Friesland naar Flatbush, Nieuw-Nederland op Long Island vertrok, om daar een timmermanswinkel te beginnen. Hij werd daar succesvol in en begon vervolgens ook hotel-cafés uit te baten. Hij was een van de eersten die land kochten op het vasteland dat later bekend werd als Westchester County. Hij wist vrienden enthousiast te maken in Nieuw-Amsterdam om gratis land van hem te krijgen met minimale belastinginning door hem.
Nadat hij trouw had beloofd aan de Engelse kroon, en later werd benoemd tot heer van Manor, begon hij met de bouw van de Oude Nederlandse Kerk van Sleepy Hollow, al werd het werk van de kerk gefinancierd. De bouw ging echter langzaam en kwam pas klaar in 1685. Philipse beheerde ruim 52.000 hectare (210 km) grond langs de Hudsonrivier, waar hij naast andere bouwwerken een simpel woonhuis in Yonkers voor zichzelf bouwde. Later werd het huis door zijn nakomelingen grondig uitgebreid tot het huidige 'Philipse Manor'. De wijk Kingsbridge, Bronx, is vernoemd naar de brug over de Harlemrivier, de eerste brug werd vermoedelijk door Philipse gebouwd.
In 1685 importeerde Philipse circa 50 slaven direct vanuit Angola met zijn eigen schip. Hij werd daarna uit de Gouverneursraad gezet van 1691 tot 1698 door lord Bellomont, voor het illegaal handeldrijven van slaven binnen New York. Philipse overleed in 1702 en werd begraven in het koor van de kerk van Sleepy Hollow.
In 1661 huwde Philipse met Margareta Hardebrook, een Duitse immigrante. Zij overleed in 1691, waarna Philipse nogmaals huwde, deze keer met de weduwe Catharine van Cortlandt, een zus van Stephanus van Cortlandt, de 10e burgemeester van New York. Zijn zoon uit het eerste huwelijk Adolphus Philipse erfde alle landgoederen van zijn vader.